# Liste der Monuments historiques in Le Coudray-sur-Thelle
Die Liste der Monuments historiques in Le Coudray-sur-Thelle führt die Monuments historiques in der französischen Gemeinde Le Coudray-sur-Thelle auf.

## Liste der Objekte
| Bezeichnung      | Beschreibung          | Standort                         | Kennzeichnung | Schutzstatus | Datum | Bild |
| ---------------- | --------------------- | -------------------------------- | ------------- | ------------ | ----- | ---- |
| Zelebrantenstuhl | Holz, 18. Jahrhundert | in der Kirche St-Mathurin (Lage) | PM60000644    | Classé       | 1912  |      |